# Гангут (линеен кораб, 1911)
Гангут (на руски: Гангут) е руски линеен кораб, последният (по дата на залагане и дата на спускане на вода) от четирите дредноута на балтийската серия – типа „Севастопол“.
Линкорът-дредноут „Гангут“ става четвъртия кораб в руския флот, наречен в чест на победата в Хангутското сражение (на руски: Гангутское сражение).

## История на строителството и службата
Заложен е на 3 (16) юни 1909 г. в Адмиралтейския завод в един и същи ден с еднотипния линкор „Полтава“. Негов строител е Л. Л. Коромалди. На 7 октомври 1911 г. е спуснат на вода. Дострояването продължава до 4 ноември 1914 г. Преминава ходови и приемни изпитания, в края на декември е зачислен в състава на действащия флот, преминава в Хелсингфорс, където е включен в състава на 1-ва бригада линейни кораби на Балтийския флот.
Взема участие в Първата световна война. На 11 ноември 1915 г. линкорите „Гангут“ и „Петропавловск“ под прикритието на крайцерите от 1-ва бригада е поставено минно заграждение от 550 мини южно от остров Готланд. На 25 ноември на мините от това заграждение се натъква немският крайцер „Данциг“. Извършвайки три бойни похода във втората половина на 1915 г. за подсигуряване на поставяне на минни заграждения в Балтийско море, „Гангут“ през целия останал период на Първата световна война престоява в Хелсингфорс.
На 19 октомври 1915 г., на намиращия се на хелсингфорския рейд „Гангут“, започват смутове сред нисшите чинове на екипажа. Вечерта матросите се отказват от вечерята, а след това издигат искания да се махне от кораба старшия офицер, барон Е. Е. Фитингоф. При опит да завладеят стрелковото оръжие на кораба са спрени от офицерите. Командирът на „Гангут“, капитан 1-ви ранг А. Кедров, с труд удържа матросите от изстъпления, обещавайки да разгледа техните искания, главните от които са подобряване качеството на храната и изгонване от кораба на офицерите с немски произход. На 20 октомври на „Гангут“ пристига командващият Балтийския флот, адмирал Канин. Започва разследване, работата на следствената комисия оглавява адмирал А. Неболсин. Всичко са арестувани 95 матроса (в числото им се намира и знаменитият в бъдещето комунист Дибенко), 34 от тях са привлечени на съд. 26 матроса са осъдени на каторжна работа за срок от 4 до 15 години, 8 матроса са оправдани от съда.
Възмущението на редовите матроси се явява реакция на пасивността на могъщия кораб в условията на военното време. До това офицерския състав, предимно от безделие, допуска излишна подозрителност и необосновани заяждания към редовия състав с ясно изразена политическа мотивация с предмет разкриването на неблагонадеждните матроси. На кораба се провежда агитационна пропаганда от представители на различни политически партии, разпространяват се листовки, в които, в частност, се съобщава, че най-новите линкори бездействат под влиянието на флотските офицери от немски произход. В условията на бездействие, във военно време, нараства емоционално-психологическото напрежение в отношения между командния и редовия състави на кораба. След свършване на физически тежката аврална работа по натоварване на кораба с въглища вместо традиционно полагащите се след изпълняването на такава работа макарони с месо (макарони „по-флотски“) на редовия състав е предложена ечемичена каша. Реакцията на матросите е мълниеносна. Възниква въпросът: кой се е разпоредил да се приготви кашата вместо макароните по-флотски? Ситуацията е явно провокирана. Също е неясно, какво си мисли адмирал Неболсин, определяйки акцентите в крайните резултати от работата на следствената комисия; ясно е само едно – тези акценти са невярно групирани, като минимум от психологическа гледна точки.
От 12 до 17 март 1918 г., в състава на първия отряд кораби извършва ледовия преход от Хелсингфорс към Кронщат.
През ноември 1918 г. е преведен в Петроград, където след консервация престоява до май 1925 г. на продължително съхранение при стената на причала на Ленинградския завод.
В края на 1924 г. са започнати възстановителни работи.
На 18 април 1925 г. е зачислен в състава на учебния отряд на Морските Сили на Балтийско море.
На 26 април 1925 г. е продължен ремонтът на кораба в кронщатския „Параходен“ завод.
На 15 май 1925 г. на линкора за първи път са вдигнати военноморския флаг на СССР и гюйс.
На 27 юни 1925 г. линейният кораб „Гангут“ е преименуван на „Октябрьская революция“.
В периода юли-август 1925 г. се намира в сух док.
На 1 януари 1926 г. е зачислен в резерва на Морските сили на Балтийския флот.
На 28 юни 1926 г. излиза в открито море за изпробване на механизмите.
През лятото на 1928 г. е тараниран от крайцера „Аврора“. В резултат на стълкновението корпусът на линкора получава пробойна в района на 70 – 75 шпангоути. За отстраняване на повредите е изпратен в сух док.
През юни 1929 г. корабът губи големия рул, заедно с парче от балера. Това става по време на циркулация на пълен ход при пълно завъртане на руля. В сух док на линкора е поставен нов рул, свален от „Фрунзе“.
През юли 1929 г., по време на учебни стрелби, от преждевременното отваряне на затвора на 120-мм оръдие №16 в каземата се запалват полузаряди. Пожарът води до загинали сред екипажа.
През 1931 г. докосва с дъното си грунта, като така поврежда външната обшивка от първата кула до турбинното отделение. За отстраняване на повредите отново е въведен в сух док. Работите отнемат 15 денонощия.
На 12 септември 1931 г. застава към стената на Балтийския завод за начало на модернизация, аналогична на проведената на корабите от неговия тип. Основният ремонт се предполага да завърши за три зими (1931 – 1934 г.), по такъв образ, че към началото на всяка лятна кампания корабът да е боеспособен. Модернизацията е завършена на 4 август 1934 г.
През юни 1935 г., при Демонстейската банка, засяда на плитчина, временно губи ход и поврежда дъното; доковия ремонт отнема 25 денонощия. Отстраняването на течовете, чрез бетониране, водо до намаляване на запаса гориво със 100 тона (пълноценният доков ремонт, възстановяващ пълния обем на цистерните за гориво, е проведен през 1940 г. и отнема 55 дни).
Последните (в течение на целия срок на службата) изпитания на мерна миля линкорът провежда на 10 юни 1938 г., развивайки скорост от 22,48 възела при честота на въртене на гребните винтове от 320 об/мин.
По време на съветско-финската война участва в подавянето на огневите точки на противника по островите и приморския плацдарм и оказва огнева поддръжка на сухопътните войски.
На 10 и 18 декември 1939 г., в състава на ескадра, участва в обстрела на 254-мм финска батарея при Саренпя (остров Койвисто). Линкорът изстрелва по нея 269 305-мм снаряда от дистанция 102— 120 кб[2] (според данните на Съветската страна, са изведени от строй три оръдия от четири).
От 30 декември до 2 януари 1940 г. отново обстрела бреговите укрепления на финландците, а след това, поради сложната ледова обстановка и лошата видимост, линкорът е отзован в Кронщат. За времето на цялата война кораба не получава повреди. 69 офицера и матроса на линкора са наградени с ордени и медали.
През февруари 1940 г. влиза за пореден ремонт.

### Велика Отечествена война
До началото на войната се базира в Талин.
На 22 юни 1941 г. зенитните разчети на кораба водят огън по самолетите-разузнавачи на противника.
На 1 – 2 юли 1941 г. линкорът, в съпровождението на ескадрените миноносци „Смелый“, „Славный“, „Суровый“, „Свирепый“, „Страшный“, „Яков Свердлов“, „Артем“ и „Володарский“, пет бързоходни тралчика и осем морски ловци, е пребазиран от Талин в Кронщат.
На 28 август 1941 г. с шрапнелен изстрел на оръдията на главния калибър е свален аеростат-коректировчик на противника над района Кипен-Красное село.
На 30 август всички кораби в Кронщат са включени в системата на артилерийската отбрана на Ленинград. Немските войски, през септември, започват щурма на града.
На 5 септември 1941 г., в 11 часа, открива огън от оръдията на главния калибър по настъпващите войски на противника. Артилеристите на кораба водят огън по струпванията на немски танкове и мотопехота в района на Красное Село.
През последващите дни линкорът, поддържайки съветските сухопътни войски, ежедневно провежда от две до пет стрелби с оръдията на главния калибър.
На 9 септември 1941 г. снетите още в края на август четири 120-мм оръдия и техните бойни разчети (92 души) са изпратени на сухопътния фронт.
На 15 септември, сутринта, линкорът отплава от Кронщат и пуска котва на Петергофския рейд. За стрелба с главния калибър на далечини, превишаващи пределните, се увеличава ъгъла на възвишение на оръдията, като за това се създава крен от 5 – 6° на противоположния борд. Необходимият крен осигурява командирът на електромеханичната бойна част на кораба, капитан 1 ранг И. А. Зубарев.
На 16 септември 1941 г. на кораба става авария. По време на стрелби от оръдията на главния калибър веднага след излитането от ствола се взривява един снаряд. В резултат на взрива загива един и са ранени три члена на екипажа.
На 17 септември 1941 г. към сухопътния фронт е изпратен отряд от екипажа на кораба в състав 590 души.
На 18 септември 1941 г. линкорът с огъня на своите оръдия подавя две батареи на противника с калибър 150-мм и 210-мм. Разбирайки каква огромна роля игра морската артилерия в отбраната на Ленинград, немското командване решава да унищожи корабите на ЧБФ и, преди всичко, линкорите „Марат“ и „Октябрьская революция“.
Сутринта на 21 септември 1941 г. линкорът от котвената стоянка на Петергофския рейд води огън от оръдията на главния калибър по противника в района на Красное Село. В 11 часа и 19 минути 30 самолета Ju-88 извършват нападение по кораба от кърмови курсови ъгли. Зенитния огън на линкора сваля два самолета. Обаче три авиобомби с маса над 250 кг почти едновременно падат на носовата част на кораба в района на 14-29-ия шпангоути. Пробивайки горната палуба, бомбите се взривяват на средната. Силата на взрива е толкова голяма, че настила на горната палуба, се откъсва от бордовете, заедно с шпилното устройство ляга върху полубака. Пробойната е почти до самото дъно. Котвената верига, откъсвайки се от стопорите, се развива зад борда на 150 – 200 метра. Без да прекратява воденето на огън от всички калибри, влачейки зад себе си влачещата се котвена верига и водейки борба с пожар на бака, „Октябрьская революция“ започва движение към Кронщат. Благодарение на умелите действия на аварийните партии и другите подразделения на кораба, успяват бързо да потушат пожара, да спрат навлизането на задбордна вода и изсушат наводнените помещения. Линкорът не успява да се освободи от веригата, но, въпреки това, съумява да премине от Петергофския рейд в Кронщат.
В течение на същия ден линкорът, намирайки се на Малкия Кронщатски рейд, е подложен на още пет масирани нападения на немската авиация. Обаче те, за самолетите на противника, не са толкова удачни и не нанасят сериозни повреди на кораба.
На 22 септември 1941 г. противникът възобновява въздушните налети върху корабите на Балтийския флот. На този ден авиацията три пъти атакува линкора в групи от по 20 – 30 самолета, които пускат 79 авиобомби, но без да имат попадения.
На 23 септември 1941 г. отново има въздушно нападение над линкора „Октябрьская революция“, два самолета Ju-88 са свалени. В последващите въздушни нападения участват до 150 пикиращи бомбардировача. Около кораба падат 145 авиобомби. Две от тях уцелват кораба, изваждайки от строя лявото оръдие на третата кула. Едновременно противникът обстрелва линкора от брега. В това нападение от зенитния огън на линкора са свалени три бомбардировача Ju-88.
На 24 септември 1941 г. линкорът влиза във военния залив и се швартова при стената на Лесних ворот, срещу Морския завод.
На 27 септември 1941 г. немската авиация за 19-и път извършва въздушно нападение над линкора. В него участват 25 Junkers Ju 88 под прикритието на 18 изтребителя. Едновременно корабът отначало се обстрелва от немска брегова батарея. В боя загиват 26 зенитчика на линкора. Една авиобомба попада в барбета на втората кула, в резултат на което той е разрушен и кулата е заклинена.
Всичко през септемврийските нападения авиацията противника пуска по линкора около 450 бомби, 6 от които уцелват кораба. Зенитния огън на кораба сваля 11 самолета на противника.
Към началото на октомври 1941 г. предните позиции на врага се оказват в зоната на действие на 120-мм оръдия на линкора. На 1 и 2 октомври артилеристите пускат в действие и противоминният калибър на кораба.
На 5 и 6 октомври 1941 г. оръдията на главния и противоминния калибри водят стрелба по противника в района на Новия Петергоф.
На 15 октомври 1941 г., от дистанция 85 кбт (15700 метра), линкорът унищожава 280-мм батарея на противника, стреляща по Ленинград.
Последната стрелба по предните части на противника артилеристите на линкора провеждат на 22 октомври 1941 г. На същия ден, в 20 часа и 55 минути линкорът „Октябрьская революция“, под покрова на нощта, в съпровождение на два буксира излиза от Кронщат и на свой ход по Морския канал се насочва към Ленинград. В 6 часа и 30 минути на 23 октомври 1941 г. линкорът заема нова огнева позиция при института Горни. Според данни от друг източник, линкорът на 22 октомври застава при стената на Балтийския завод за ремонт.
През октомври 1941 г. „Октябрьская революция“ провежда 25 стрелби от оръдията на главния калибър, изстрелвайки за това време 257 снаряда 305-мм калибър и нанасяйки на противника съществени вреди в жива сила и техника. Обаче и корабът понася значителни загуби сред своя екипаж.
В началото на октомври командването на флота получава заповед да пресече петергофския клин на противника и да улесни съединяването на собствените сухопътни сили, настъпващи от Урицк и от Ораниенбаумското „петно“. Своден десантен батальон е формиран от екипажите на линкорите „Марат“ и „Октябрьская революция“. В нощта на 4 по 5 октомври 1941 г. десантчиците слизат на крайбрежието на залива, в района на Нов Петергоф. Независимо от масовия героизъм на десантчиците, операцията няма успех, и моряците загиват практически всички. Само малцина, бидейки тежко ранени, попадат в плен. Оцелелите от този десант са само трима матроса.
След като настъплението на немските войски към Ленинград е спряно, започва ленинградската блокада. Екипажът на линкора „Октябрьская революция“ трябва да поддържа пълна бойна готовност, за да може да отразява възможните атаки на авиацията и да използва оръдията на главния калибър според разпорежданията на щаба на ЧБФ и Военният съвет на Ленинградския фронт. Едновременно на екипажа на линкора е поставена задачата със собствени сили напълно да възстанови кораба към пролетта на 1942 г. Работите по ремонта и довъоръжаването на линкора оглавяват старшия помощник на командира на кораба, капитан 2 ранг Н. А. Петрищев и помощника на командира на кораба, капитан 3 ранг В. Р. Новак. Преди всичко, линкорът е камуфлиран, за да не изпъква на фона на заводските постройки и жилищните здания.
През януари 1942 г., в резултат на попадение на 210-мм снаряд, корабът получава подводна пробойна в района на 52-54-ти шпангоут, примерно на дълбочина 6 метра от водолинията. Помещенията по левия борд, на протежение около 10 метра, са наводнени. В мирно време за отстраняването на такава повреда би трябвало поставянето на кораба в док, но тогава няма такава възможност. Решено е да се направи, в Балтийския завод, дървен кесон. При проектирането му оказват голяма помощ инженерите на завода, а производството на кесона се прави от целия екипаж, поставят го корабните водолази от аварийните партии. В началото на април 1942 г. моряците завършват закръпването на пробойната.
На 4 април 1942 г. „Октябрьская революция“ е подложен на нападение от 33 самолета. Два от тях са подпалени от зенитчиците на кораба. Попадения в кораба няма.
През нощта на 4 по 5 април немската авиация повтаря налета. За да не се демаскира, линкорът не открива огън.
На 24 април 1942 г. авиацията на противника продължава операцията. В този ден линкорът е атакуван от 16 Junkers, един от тях е свален. Боят продължава 16 минути, в кораба няма преки попадения.
На 27 април 1942 г. немците предприемат последен опит да унищожат корабите на ЧБФ в Нева. Около 19 часа към линкора успяват да се доберат 13 пикировчика. Едновременно артилерията на противника води обстрел на кораба. Всичко 11 минути са необходими на зенитчиците, за да подпалят един и да свалят два самолета на противника. Атака е отбита.
През юли 1942 г. в командване на линкора встъпва капитан 1 ранг Н. А. Петрищев, и корабът пристъпва към подготовката за операция „Искра“.
Операция Искра започва на 12 януари 1943 г. Линкорът, в периода от 12 до 16 януари, провежда шест стрелби с главния калибър, изразходвайки при това около 50 снаряда. Десет пъти огън открива дивизиона на противоминния калибър. За този период артилерията на линкора оказва голяма подкрепа на войските, настъпващи по главното направление. На 18 януари 1943 г. блокадата е разкъсана, обаче заплахата от артилерийски обстрели на града и корабите остава.
На 16 април 1943 г. героична постъпка извършва командирът на зенитен разчет, старшина 1 ранг И. И. Томбасов. По време на артилерийски обстрел артилерийски снаряд на противника детонира недалеч от зенитното оръдие на левия срез на линкора, предизвиквайки пожар на боезапаса в кранците на първите изстрели. Получава се заплаха от взрив на погребите на зенитния и противоминния калибри. Тежко раненият Иван Томбасов започва да изхвърля запалилият се боезапас зад борда. Последният снаряд се взривява в ръцете на старшината. Той загива, но спасява целия кораб.
През юли 1944 г. линкорът провежда последните си бойни стрелби, поддържайки настъплението на 21-ва армия на Карелския провлак.

### Следвоенна служба
В първите следвоенни години линкорът практически не излиза в открито море и изминава за периода 1946 – 47 година само 2,7 морски мили.
Започвайки от 1948 г. „Октябрьская революция“ отново започва да плава в морето и оттогава до 1955 г. изминава 22345 мили.
На 13 октомври 1951 г. линкорът е зачислен към 85-а бригада учебни кораби.
През 1953 г. на кораба е проведен, за последен път, ремонт на котлите и са заменени всички техни 2254 водоподгряващи тръбички.
На 24 юли 1954 г. е прекласифициран на учебен линеен кораб.
На 17 февруари 1956 г. е изключен из списъците на съдовете на ВМФ във връзка с предаването му в отдела за фондово имущество за демонтаж и реализация.
На 26 март 1956 г. екипажът му е разформирован и в периода 1956 – 1957 г. корабът е разкомплектован в базата на „Главвторчермета“ в Ленинград за метал.

## Памет
На Якорния площад в Кронщат, на брега на Обводния канал, стоят реликви от линкора на Червенознаменния Балтийски флот „Октябрьская Революция“: две котви на линкора, къс от бронята, изрязана от кула на главния калибър на линкора и 76,2-милиметрова сдвоена артилерийска установка (зенитни оръдия), свалени през ноември 1956 г. от кораба и поставени в Лятната градина, а след това пренесени на Якорния площад.
Тук се намират и зенитните оръдия на името на старшина първи ранг Ивана Томбасов, който спасява живота на кораба, пожертвайки заради това собствения си живот.
През 1973 г. в СССР са издадени пощенска марка и картичка с изображения на линкора.

## Награди
На 22 юли 1944 г. линкорът е награден с ордена Червено знаме..

## Въоръжение
Като оръдия на главния калибър на линейния кораб има дванадесет 305-мм оръдия на Обуховския завод с дължина на ствола 52 калибра. Те са поставени в четири триоръдейни кули. Кулите са разположени линейно по една на носа и кърмата и две в централната част на корпуса.
Противоминната артилерия се състои от шестнадесет 120-мм оръдия Vickers с дължина на ствола 50 калибра. Те се намират в казематите на средната палуба. Освен това, като зенитно въоръжение, има две 63-мм оръдия и едно 47-мм оръдие Hotchkiss.
Торпедното въоръжение на линкора се състои от четири 450-мм бордови подводни торпедни апарата. Корабът е оборудван с противоторпедни мрежи, които се окачват на изстрели, укрепени по бордовете.

## Модернизации

### 1931 – 34 година
конструкция
- 25 котела със смесено отопление са заменени с 12 по-производителни с нефтено отопление;
- премахнати са турбините за крайцерски ход, които не оправдават себе си;
- Линкорът получава носова надстройка във вид на полубак с нови клюзове, вълнолом и други устройства;
- В района на надстройката е свален 76-мм горен брониран пояс;
- На 14 шпангоут е поставен 50-мм траверс;
- Проведено е препланиране на помещенията, във връзка с намаляването на обема на помещенията заемани от енергетичната установка, в частност, премахването на носовото котелно отделение, оборудовани са нови постове и 23 нови каюти;
- Поставена е нова стабилна фокмачта с основа във вид на пресечен конус;
- Увеличена е с един етаж височината на носовата бойна рубка;
- Усилено е бронирането на кожусите на комините от 22 на 56 мм;
- В района на котелните отделения са поставени нови надлъжни прегради;
- За подобряване на непотопимостта са поставени 11-мм напречни прегради, разделяйки всяко от трите котелни отделения на два отсека;
- За спускането във водата и качването от нея на хидросамолета и катерите над 3-та кула са поставени големи универсални кранове с товароподемност 20 тона с голяма стреловидност.

Въоръжение
- Поставени са два поста КДП2-6 (Б-22 с далекомера ДМ-6 и стереотръбата СТ-5) за подаване на целеуказание на главния калибър;
- Поставени са четири КДП2-4 (Б-12 с далекомер ДМ-4 и стереотръба СТ-3) за управление стрелбата на противоминния калибър;
- 305-мм кули получават 6 метровите далекомери ДМ-6;
- В допълнение към ПУС системата на Н.К.Гейслер (образец 1909 г.), която става резервна, са поставени ПУС образец 1932 г. (система на централно насочване „Гора“);
- Поставени са шест 76,2-мм оръдия система Лендер (по три на крайните кули);
- Поставени са четири 45-мм полуавтомата 21-К;
- Поставени са четири четирицевни 7,62-мм картечни установки.

### 1937 година
Въоръжение
- Свалени са всички 45-мм оръдия 21-К.

### 1938 – 39 година
Въоръжение
- На покривите на кулите са положени 76-мм броневи листове с маса по 7 тона;
- Сменени са 12 износени ствола 120-мм казематни оръдия.

Оборудване
- Трите дизела на фирмата Фелзер са заменени с два руски 38-В-8 с мощност по 500 к.с.

### 1940 година
Въоръжение
- Шестте открити 76,2-мм зенитни оръдия система Лендер са заменени с новите 76,2-мм артустановки 34-К с 12-мм броневи куполоподобни щитове;
- Оборудвани са два поста (носов и кърмов) за управление на огъня зенитния калибър с чуждестранните прибори за ПУАЗО WEST-5 производство 1939 г.;
- Поставени са четири 90-см бойни прожектора система Спери.

### 1941 година
Въоръжение
- Поставени са две сдвоени 76,2-мм артустановки 81-К, разположени са на кърмовите срезове и са свалени заради това две кърмови 120-мм казематни оръдия;
- Свалени са всички четирицевни 7,62-мм картечници;
- Поставени са 12 най-нови към момента 37-мм автомата 70-К (по три на 2-ра и 3-та кули и по три на мостиците и крилата на фок и гротмачтата);
- Поставени са четири едностволни и две сдвоени картечници ДШК;
- Поставени са две четирицевни 12,7-мм картечници Vickers;
- Свалени са четири 120-мм оръдия и са предадени на сухопътния фронт.

Въоръжение
- Поставени са четири 37-мм автомата 70-К;
- Поставена е една сдвоена 76,2-мм артустановка 81-К;
- Поставен е четирицевен 37-мм автомат 46-К.

### 1944 – 45 година
Оборудване
- Поставени са радиолокационни станции, които са получени по ленд-лийза.

Въоръжение
- Свалени са два 60-см бойни прожектора МПРЭ-60-3.

### 1947 година
Оборудване
- Поставена е американската радиолокационна станция за засичане на надводни цели SG-1;
- Поставени са английските станции за засичане на въздушни и надводни цели Type 281;
- Поставена е английската артилерийска станция Type 284;
- Поставена е радиолокационна апаратура за опознаване.

### 1953 година
Оборудване
- Свалени са станциите SG-1, Type 281 и Type 284;
- Поставени са станциите съветско производство „Риф“, „Гюйс-2“;
- Апаратурата за опознаване е заменена със съветската апаратура тип „Факел-М“;
- Обновени са корабните средства за радиосвръзка и щурманското въоръжение.

### 1954 – 55 година
Въоръжение
- Свалени са четиринадесет 120-мм оръдия;
- Свалени са всичките 12,7-мм картечници.

## Командири на кораба
- 1911 – 03.06.1915 – капитан 1-ви ранг Григоров, Николай Митрофанович[3]
- 1915 – 28.06.1916 – капитан 1-ви ранг Кедров, Михаил Александрович
- 1916 – 1917 – капитан 1-ви ранг Палецкий, Пьотр Петрович
- 1918 – 1921 – Антонов, Лев Викторович
- 1921 – 1922 – Викторов, Михаил Владимирович
- 1925 – 1928 – Салмин, Евгений Иванович
- 1928 – 1930 – Иванов, Вадим Иванович
- 1930 – 1936 – Несвицкий, Николай Николаевич
- 1936 – 1939 – Птохов, Борис Павлович
- 1939 – 1940 – капитан 2-ри ранг Вдовиченко, Дмитрий Данилович
- 1940 – 1942 – контраадмирал Москаленко, Михаил Захарович
- 1942 – 1945 – капитан 2-ри ранг Петрищев, Николай Андреевич
- 1945 – 1946 – Солоухин, Сергей Дмитриевич
- 1947 – 1951 – Нариков, Василий Максимович